# Rafael Iturrioz
Rafael Iturrioz Lozano (Madrid, 22 de octubre de 1934-Cádiz, 20 de marzo de 2019), fue un Capitán de navío, regatista, juez de regatas y dirigente deportivo español.
Era un Oficial de la Armada Española y navegó por la Estación Naval de Mahón, ganando el Trofeo Su Majestad el Rey en 1953, y por la Comisión Naval de Regatas de Cádiz, ganando 10 ediciones del ascenso internacional a vela del Guadalquivir entre 1969 y 1987. Fue campeón de España de la clase Snipe en 1955, siete veces campeón de España de la clase Flying Dutchman, clase de la que fue pionero y gran promotor, y campeón del mundo de la clase 470 en categoría máster en 1983.
Como dirigente deportivo, fue vicepresidente de la Federación Andaluza de Vela y una pieza clave en la consecución y organización del Campeonato Mundial de Vela Olímpica de 2003, la regata Colon ‘92 y la Regata de grandes veleros de 2000.